# Макаренко, Глеб Вячеславович
Глеб Вячеславович Макаренко (бел. Глеб Вячаслававіч Макаранка; род. 3 октября 2002 года, Беларусь) — белорусский борец классического стиля. Чемпион Республики Беларусь 2021-2023 года. Мастер спорта.

## Биография
Глеб родился 3 октября, 2002 года. Первым и нынешним тренером является его отец, бронзовый медалист Олимпийских Игр 2004 года Вячеслав Макаренко.

## Спортивная карьера
Глеб двухкратный финалист кадетских первенств Европы 2018 и 2019 годов, а так же победитель Европейского юношеского олимпийского фестиваля 2019 года в Баку (Азербайджан). В январе 2021 и 2023 годах он становился чемпионом Республики Беларусь среди взрослых борцов, в весовой категории до 60 кг. В 2023 году принял участие на чемпионате мира в Сербии.

## Спортивные достижения
- 2021, 2023 Чемпионат Белоруссии — ;
- 2022, 2024,  2025 Чемпионат Белоруссии — ;[5]
- 2018, 2019 Первенство Европы среди кадетов — ;